# Haematopota biroi
Haematopota biroi är en tvåvingeart som beskrevs av Szilady 1926. Haematopota biroi ingår i släktet Haematopota och familjen bromsar. Inga underarter finns listade i Catalogue of Life.